# 捷密光鰓魚
捷密光鰓魚（學名：Pycnochromis agilis），又稱捷密光鰓雀鯛，為輻鰭魚綱鱸形目雀鯛科密光鰓魚屬的其中一種，分布於印度洋區，包括馬爾地夫、查戈斯群島、塞席爾群島、馬達加斯加、葛摩，以及肯亞希莫尼和莫三比克巴札魯託之間的東非海岸海域，深度11至120公尺，體長可達4.9公分，棲息在清澈的潟湖和臨海的礁石中，通常在洞穴和岩架附近鬆散地聚集，以浮游生物為食，日行性，繁殖期時會成對出現，具有領域性，雄魚會保護魚卵直到卵孵化。